# Madame de Sade

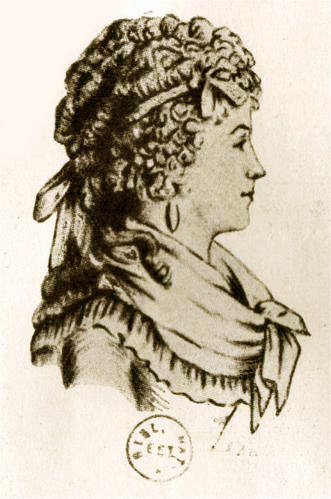
Porträt von Renée de Sade, Ehefrau des berüchtigten Marquis de Sades und Protagonist des Theaterstücks.

Madame de Sade (サド侯爵夫人, Sado Kōshaku Fujin) ist ein am 15. November 1965 veröffentlichtes Theaterstück in drei Akten. Es wurde vom japanischen Schriftsteller Yukio Mishima verfasst und erschien in limitierter Auflage in mehreren Sprachen auch in Buchform. Aktuell ist es vergriffen.
Madame de Sade erzählt im Stil historischer Fiktion die Geschichte vom Leben der Renée de Sade, Ehefrau des berüchtigten Adeligen Marquis de Sade. Zentral dabei sind die inneren Tumulte Renées, ihrer Familie und ihrer Bekanntschaft während einer von Marquis’ vielen Inhaftierungen.
Motiviert wurde Mishima zu dem Stück, als er Biografien de Sades las und sich wunderte, weshalb Renée bis zur Freilassung ihres Mannes wartete, um ihn zu verlassen. Seine eigene Interpretation ihrer Beweggründe ist das leitende Motiv des Theaterstücks. Eine andere große Inspiration war sein enger Freund Tatsuhiko Shibusawa, der 1960 de Sade's Roman Juliette in Japanische übersetzte und 1964 eine Biografie über diesen schrieb. Shibusawas sexuell explizite Übersetzung wurde der Fokus eines medial vielbeachteten Gerichtsverfahrens, bekannt als Sade-Fall (jap. Sado saiban), der 1969 zuungunsten Shibusawas entschieden wurde. Mishima war bei einigen Gerichtsverhandlungen anwesend und ließ die Geschehnisse in das Theaterstück mit einfließen.
Alle Personen der Erzählung sind weiblich. Mishima entschied sich deshalb 1968 mit Mein Freund Hitler ein Begleitwerk zu Marquis de Sade zu veröffentlichen, dieses Mal mit einem vollständig männlichen Cast.
Madame de Sade war international ein riesiger Erfolg und wird bis heute auf der ganzen Welt und vor allem in Frankreich aufgeführt. In einer im März 2009 aufgeführten Produktion im Wyndham’s Theatre spielten unter anderem Rosamund Pike und Judi Dench die Hauptrollen. Das renommierte Theatermagazin Theater Arts bezeichnete das Stück 1994 als „das beste Drama in der Geschichte des Nachkriegstheaters.“

## Charaktere
Nach Mishima steht jeder der sechs Charaktere symbolisch für eine Form menschlicher Natur. Das Theaterstück ist somit zugleich als Allegorie zu betrachten:
- Renée – Protagonistin und Ehefrau von Marquis de Sade.
  - Sie repräsentiert eheliche Hingabe.

- Madame de Montreuil – Renées Mutter.
  - Sie repräsentiert das Gesetz, die Gesellschaft und die Moral.

- Anne – Renées jüngere Schwester.
  - Sie repräsentiert weibliche Unschuld und Prinzipienlosigkeit.

- Baronesse de Simiane
  - Sie repräsentiert Religion.

- Komtess de Saint-Fond
  - Sie repräsentiert Triebe und Fleischeslust.

- Charlotte – Haushälterin von Madame de Montreuil.
  - Sie repräsentiert das einfache Volk.

Alle Personen außer Renée, ihre Mutter und ihre Schwester, sind komplett fiktiv. Die wichtigste Persönlichkeit, Marquis de Sade, kommt in dem Stück physisch nicht vor.

## Aufbau

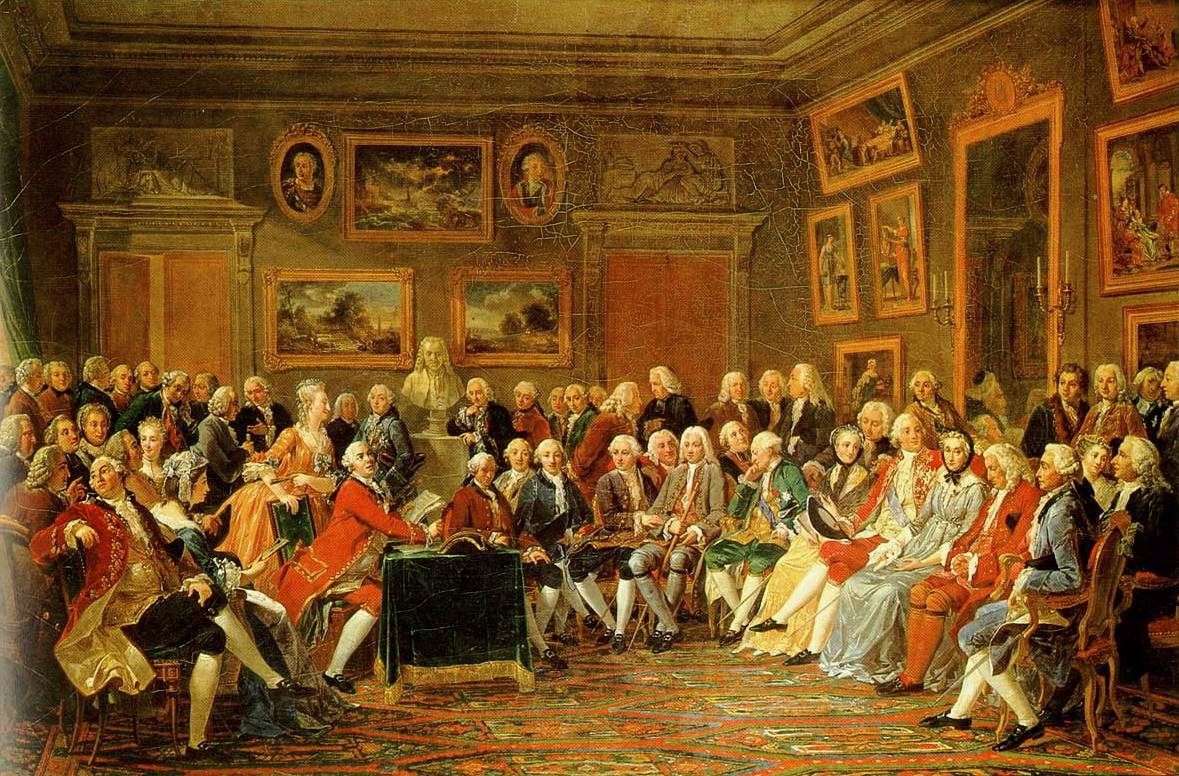
Das gesamte Stück spielt im literarischen Salon von Madame de Montreuil.

Das Theaterstück erfolgt in drei Akten.
- Der erste Akt spielt im Herbst 1772.
- Der zweite Akt sechs Jahre später, im September 1778.
- Der Schlussakt nochmals zwölf Jahre später im April 1790.

Der erste Akt ist der einzige Akt, in dem alle sechs Charaktere vorkommen. Baronesse de Simiane fehlt im zweiten Akt und Komtess de Saint-Fond fehlt im dritten Akt.
Die Bühne ist in jedem der drei Akte ein literarischer Salon in der Residenz von Madame de Montreuil in Paris, Frankreich. Mit Voranschreiten der Geschichte werden die Verzierungen und Schmuckstücke des Salons rarer. Dies ist vor allem durch die Französische Revolution und langsame Enteignung des Adels zu erklären.

## Handlung

### Erster Akt
Paris, Herbst 1772, im Salon de Mountreuils: Der Akt dient als Vorstellung der sechs Charaktere und bietet Einblicke in ihre Persönlichkeiten. Baronesse de Simiane und Komtess de Saint-Fond warten im Salon, nachdem sie von Madame de Montreuil eingeladen wurden. Kurz später erfährt der Zuschauer, dass Madame de Montreuil sie um einen Gefallen bitten will. Sie fragt ihre Gäste, ob sie ihren Einfluss nutzen können, um ihren Stiefsohn, Marquis de Sade, aus seiner Haft zu befreien. Dieser wurde inhaftiert, da er mehrere zwei Prostituierte aus Marseille mit Kantharidinbonbons gefügig gemacht und zu Gruppensex und Analverkehr gezwungen haben soll. Beide Damen versprechen ihr Hilfe, Simiane durch ihre Kontakte in der Kirche und Saint-Fond durch ihr weites Netz an Liebhabern und Affären.
Renée schließt sich dem Treffen an und erzählt, dass der Marquis aus dem Gefängnis geflüchtet ist und seit mehreren Monaten gesucht wird. Nach einer langen existenzialistischen Diskussion, in der Montreuil ihrer Tochter vergeblich versucht, zur Scheidung zu raten, verabschieden sich Simiane und Saint-Fond und lassen Renée mit ihrer Mutter alleine, um die Situation um Marquis besprechen zu können. Renée fleht ihre Mutter an, Marquis vor einer weiteren, längeren Strafe zu retten, und die beiden geraten in eine hitzige Diskussion. Montreuil verlangt von ihrer Tochter den genauen Aufenthaltsort ihres Mannes, aber diese schwört auf ihre Unkenntnis. Der Streit endet abrupt, als Renée vor Stress ohnmächtig wird.
Nachdem Montreuil und Renée die Bühne verlassen, betreten Anne und Charlotte die Szene. Anne erzählt Charlotte, dass sie ihre Schwester meiden wolle, wird aber durch Montreuil unterbrochen. Anne erzählt, von einem Trip nach Venedig zurückgekommen zu sein, den sie mit einer Person unternommen hat, die sie nicht nennen möchte. Auf Druck ihrer Mutter gesteht sie, dass es sich bei dem Reisepartner um keinen Geringeren als ihren Schwager Marquis de Sade handelt. Emotional aufgeladen gesteht Anne weiter, dass sie mit dem Marquis eine Affäre unterhält und Renée sowohl von der Affäre, als auch von Marquis Aufenthalt wisse.
Als Montreuil von der Untreue ihres Schwiegersohnes erfährt, ist sie außer sich. Sie überredet Anne, den Aufenthaltsort Marquis preiszugeben und lässt Charlotte drei Briefe schrieben:
- 1. Der erste Brief ist an Komtess Saint-Fond gerichtet und fordert sie auf, ihre Hilfe direkt einzustellen.
- 2. Der zweite Brief ist an Baronesse de Simiane gerichtet und fordert auch diese auf, ihre Hilfe einzustellen.
- 3. Der dritte Brief wird an den französischen König gerichtet.

Montreuil packt die Briefe ein und der erste Akt endet.

### Zweiter Akt

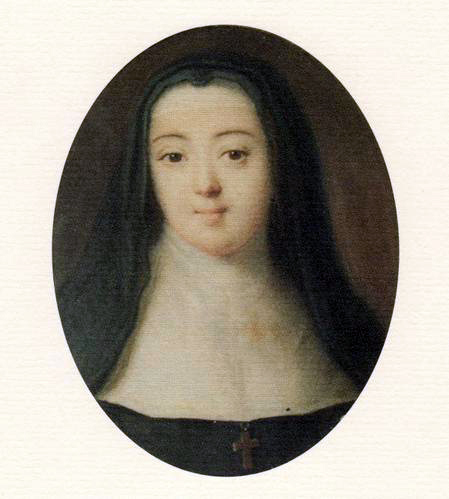
Bildnis von Anne-Prospère Cordier de Launay, im Stück nur Anne genannt.

Paris, September 1778, im Salon de Montreuils. Anne und Renée treffen sich und Anne verrät, dass sie einen Brief ihrer Mutter dabei hat. Nach einem halbherzigen Kampf zwischen den Geschwistern, entreißt Renée Anne den Brief und liest ihn. Im Brief wird berichtet, dass Marquis de Sade's Fall vor Gericht neu verhandelt wurde, seine Todesstrafe in eine zeitliche Freiheitsstrafe geändert wurde und er bald aus dem Gefängnis entlassen wird. Renée wird ekstatisch. Die beiden Schwestern diskutieren über die Entfremdung zwischen Renée und ihrer Mutter, und Renée wird sich bewusst, dass ihre Mutter der Grund für die Neuverhandlung war.
Renée und ihre Schwester besuchen ihre Mutter und die drei diskutieren darüber, was Marquis’ Beweggründe für seine fragwürdigen Taten sind. Als Renée ihren Wunsch äußert, nachhause zu reisen, um das Anwesen für die Rückkehr ihres Ehemannes vorzubereiten, tauschen Anne und Montreuil flüchtige Blicke aus und kommunizieren nonverbal, Renée bei sich zu behalten. Renée lobt ihre Mutter für ihre Hilfe, Marquis freizukriegen, aber diese betont vermehrt die Wichtigkeit, sich moralisch und gesellschaftskonform zu verhalten. Als Montreuil in ihrem langen Monolog schließlich damit anfängt, Marquis anzuprangern, fangen Renée und Anne direkt an, ihn zu verteidigen. Inmitten des Streits betreten Charlotte und Komtess Saint-Fond den Raum.
Die Komtess erklärt, sie habe eine Eingebung gehabt und möchte die Montreuil direkt daran teilhaben. Sie erzählt den Damen von ihren letzten erotischen, obszönen Abenteuern, unter anderem habe sie an einer Orgie mit mehreren afrikanischen Männern teilgenommen. Während der Orgie habe sie realisiert, weshalb Marquis so handle wie er handelt: „Ich verstand Alfonse auf einmal. Ich war Alfonse.“ Montreuil und Anne verspotten die Komtess.
Renée realisiert, dass das im Brief vermerkte Datum einen Monat vor Übergabe des Briefes ist und stellt ihre Mutter zur Rede. Ein Streit zwischen Renée und ihrer Mutter bricht aus, in dem Montreuil ihre Tochter verzweifelt bittet, Marquis endlich zu verlassen. Renée weigert sich vehement dagegen. Montreuil informiert Renée darüber, dass sie einen Privatdetektiv auf Marquis und Renée angesetzt hat und dieser konnte herausfinden, dass Renée an einigen von Marquis sadistischen sadomasochistischen Sexspielen mitspielen muss und von diesem regelmäßig misshandelt wurde.
Montreuil wiederholt, ihre Ehe mit Marquis würde Renée bald zu einer Ausgestoßenen machen. Diese macht ihr aber nur Vorwürfe: während alles gut war und Alphonse der Familie zu Reichtum und Stand verholfen hat, war sie völlig mit der Ehe einverstanden, aber kaum ist die Lage misslicher, prangert sie Marquis an. Je mehr Renée ihrer Mutter Vorwürfe macht, desto wütender wird Montreuil, ehe sie völlig ausrastet:

„Montreuil: „Renée, ich werde dir ins Gesicht schlagen!“.

Renée: „Nur los! Aber was wirst du tun, wenn ich mich aus Freude rekel, wenn du mich schlägst?“

Montreuil: „Renée, wenn du das sagst, sieht dein Gesicht…“

Renée (macht einen Schritt nach Vorne): „Ja? Was ist mit meinem Gesicht?“

Montreuil (erhebt ihre Stimme): „…es sieht aus wie das von Alphonse!“

Renée (lacht): „Die Komtess hatte eine perfekte Beschreibung dafür. Ich bin Alfonse!““

Der zweite Akt endet.

### Dritter Akt
Paris, April 1790, im Salon de Montreuils, neun Monate nach dem Ausbruch der französischen Revolution: durch die Revolution sind die Aristokraten zunehmend in Gefahr.
Anne plant mit ihrem Ehemann nach Venedig, Italien zu fliehen und bietet ihrer Familie an, mitzukommen. Montreuil lehnt ab: die Entscheidung des Gerichts wurde annulliert und Marquis kann zurückkehren. Durch seine Prominenz würde sie ohne Probleme Ablass kriegen und wäre in Sicherheit. Renée beschließt in der Zwischenzeit, einem Kloster beizutreten und ihren Ehemann zurückzulassen.
Montreuil wundert sich über die Entscheidung Renées und fragt sie nach ihrem Motiv. Diese antwortet, er habe im Gefängnis den Roman Justine geschrieben. Nachdem Lesen des Buches habe sie realisiert, dass sie den Satz „Ich bin Alphonse“ falsch verstanden hat. Renée tritt an ihre Mutter und sagt: „Ich bin Justine!“ Die Welt, in der sie leben, sei von Marquis erschaffen worden und nun, wo er „eine Treppe zum Himmel“ bauen wolle, sei er außer Reichweite.
Montreuil hat alle ihrer nächsten Personen verloren. Ihre beiden Töchter ziehen weg, Madame de Simaine ist ebenfalls einem Kloster beigetreten und Madame de Saint-Fond wurde von einem wütenden Mob totgetreten. Charlotte – die Repräsentation für das einfache Volk – ist die einzige, die durch die Revolution dazugewonnen hat: sie verliert endlich ihre Unterwürfigkeit und fühlt sich zum ersten Mal in ihrem Leben besonders.
Der dritte Akt endet.

## Interpretationen zum Ende (Auswahl)
Über die Jahre wurden in zahlreichen Sprache etliche Interpretationen hinsichtlich des Endes des Stücks formuliert. Wenngleich Mishima nie Stellung dazu bezogen hat, wie er selbst die Geschichte betrachtet, haben sich vor allem folgende Interpretationen etabliert.
Shoji Shibata erklärte sich die Weigerung Renées, ihren Ehemann wiederzusehen, mit der Scheinwelt, welche sie sich aufgebaut hat und auf deren Basis sie ihr gesamtes Dasein rechtfertigte. „Renée definiert sich und ihren Wert durch die Keuschheit für ihren Ehemann. Diese Keuschheit hat nur seinen Wert, wenn es eine Herausforderung ist sie aufrechtzuerhalten, das heißt solange de Sade unberührbar ist.“ Ab dem Moment, an dem de Sade freigelassen wird, verliere er seine „Transzendenz.“ „Renée definierte ihren Charakter durch den Kampf um die Freiheit ihres Ehemannes. Wenn dieser Kampf vorbei ist, ist auch die Zeit für ihren Charakter vorbei.“
Andere zogen für das Ende Parallelen zu den Enden von Der Seemann, der die See verriet und Seide und Erkenntnis und betrachteten die Verweigerung Renées eher symbolisch. Marquis de Sade repräsentiere den Tennō und Japan während und infolge des Krieges. Trotz aller „Lasten“, die Renée trägt und Leiden, die sie erleidet, kämpft sie für das altertümliche Japan mitsamt dem heiligen Tennō. Als de Sade entlassen wird, ist zwar alles leichter für Renée, diese würde aber nicht denselben de Sades zurücknehmen, für den sie gekämpft hat. De Sade steht ab dem Punkt seiner Entlassung für den entheiligten Nachkriegs-Tennō mitsamt seiner Nachkriegsverfassung und Verwestlichung. Auch diese bringt für die Japaner viele Vorteile mit, namentlich wirtschaftlichen Aufschwung, ist aber nicht dasselbe Japan, für das die Japaner in den Krieg gezogen sind.

## Parallelen zum echten Fall de Sade

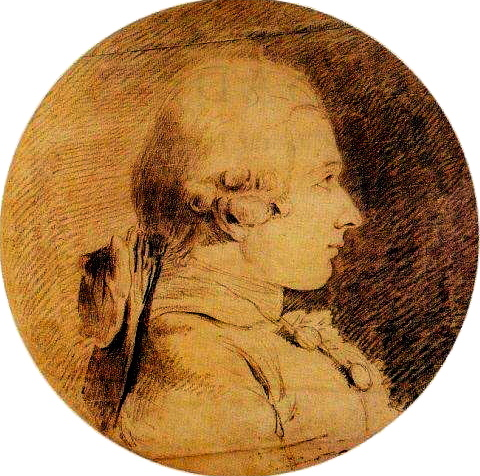
Porträt Marquis de Sades.

Zwar handelt es sich bei Madame de Sade um ein historisch-fiktionales Werk; aufgrund Mishimas Ziel, die echten Motive Renée de Sades zu entschlüsseln, beruht aber ein großer Teil der Handlung auf wahren Begebenheiten.
Die Inhaftierung de Sades aufgrund der Beschwerde zweier Prostituierter ereignete sich tatsächlich im Jahr 1772 und führte zu seiner Verurteilung zum Tode, nachdem ein vorheriger Inhaftierungsgesuch wegen schwerer Misshandlungen durch Auspeitschung auf Zahlung fallen gelassen wurde. De Sade solle, wie auch in der Erzählung, Kantharidinbonbons verabreicht haben, um die nunmehr gefügigen Damen zu Gruppensex und Analverkehr zwingen zu können. Wenngleich bekannt ist, dass de Sade mehrfach Personen gegen ihren Willen zu schweren sexuellen Misshandlungen genötigt hat, wird zumindest dieser Vorwurf mittlerweile von Historikern zumindest in seiner Konkretheit bezweifelt. Bei Cantharidin handelt es sich nämlich um kein Aphrodisiakum, wie früher vermutet.
Die Affäre zwischen de Sades und seiner Schwägerin Anne-Prospère Cordier de Launay und sein Unterkommen bei ihr in Venedig entspricht ebenfalls der Wahrheit. Nachzuvollziehen war die Liebschaft durch einen im Jahr 2005 von Maurice Lever veröffentlichten Brief de Launays, in dem diese ihre Affäre schildert und mit ihrem Blut signierte. Zum Zeitpunkt der Entstehung des Theaterstücks handelte es sich zwar nur um in Adelskreisen verbreitete Gerüchte, Historiker bezeichneten diese aber schon damals als authentisch.
Die Reaktion von de Sades Schwiegermutter gleicht sich mit dem im Theaterstück. Als diese von der Affäre erfuhr, erwirkte sie einen königlichen Haftbefehl (Lettre de cachet) gegen de Sade, sodass er bei seiner Rückkehr nach Paris im Jahr 1777 verhaftet und ohne weiteren Prozess bis 1784 in der als Gefängnis dienenden Festung Vincennes eingesperrt wurde. Zu ihrer Überraschung wurde das 1772 verhängte Todesurteil aber 1778 aufgehoben.
Auch die Annullation de Sades Inhaftierung ist historische Tatsache, wenngleich dieser zu diesem Zeitpunkt nicht mehr in einem regulären Gefängnis, sondern in der Irrenanstalt von Charenton einsaß. Die Annullation ging auf die Französische Revolution zurück, in deren Zuge das Regime der Directoires alle lettres de cachet aufhoben. Hiervon profitierte auch der nunmehr als Bürger Sade bekannte Schriftsteller. Die Flucht Anne-Prospère Cordier de Launay nach Italien sowie der Beitritt Renée de Sades in ein Kloster gelten als historisch gesicherte Tatsachen. Der Verbleib de Sades Schwiegermutter hingegen ist umstritten.

## Hintergrund

### Schreibprozess und Inspiration

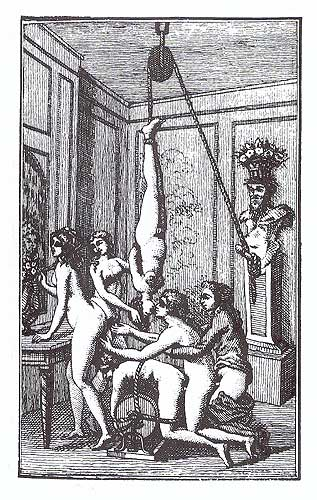
Der Roman Juliette (hier eine Zeichnung des Romans) wurde Thema öffentlicher Diskussionen als Mishimas enger Vertrauter Tatsuhiko Shibusawa ihn ins Japanische übersetzte. Der dazugehörige Gerichtsprozess floss in das Theaterstück mit ein.

Mishima entwickelte in den 1960er Jahren durch die Studentenproteste gegen den Ampo-Vertrag zunehmend ein Interesse an Politik. Angesichts der Zengakuren wandte er sich vermehrt nationalistischen Ideen zu und wurde immer sicherer, dass eine linke Übernahme früher oder später nur durch zivilen, militärischen Widerstand möglich sein wird. Später gründete er mit den Tatenokai sogar eine Privatmiliz.
In dem Zusammenhang recherchierte Mishima über Revolutionen jeder Art und analysierte deren Erfolgs- und Misserfolgsursachen. Besonderes Interesse entwickelte er für die Französische Revolution (Mishima selbst sprach fließend französisch). Über diese fand er auch wieder zu Marquis de Sade, dessen Bücher er schon zuvor verehrt hatte, aber sich nie mit seiner Biografie auseinandergesetzt hat.
Zeitgleich stand Mishimas enger Freund Tatsuhiko Shibusawa wegen öffentlicher Obszönität vor Gericht. Er hatte den Roman Juliette von Marquis de Sade in sexuell expliziter Weise ins Japanische übersetzt und den „Schund“ damit dem japanischen Volk zugänglich gemacht. Mishima nahm an einigen Gerichtsprozessen Teil und ließ die Geschehnisse und philosophischen Diskussionen mit in das Theaterstück einfließen. Mishima schrieb ihm zu dem Thema in einer Postkarte:

„Wenn du tatsächlich verurteilt wirst, habe ich einen Freund mit Vorstrafenregister. Mehr Stolz kann ich gar nicht verspüren.“

Am 26. Oktober 1962 wurde Shibusawa vom Bezirksgericht Tokio freigesprochen, die Staatsanwaltschaft ging aber in Berufung, sodass er am 21. November 1963 vom Obergericht Tokio schuldig befunden wurde. Auf Shibusawas Revision hin überprüfte der Oberste Gerichtshof den Fall und verurteilte Shibusawa 1969 zu einer Geldstrafe von 70.000 Yen (in etwa 540 €). Shibusawa äußerte sich dazu in den Medien wie folgt:

„Ich kämpfe hier seit 10 Jahren, um 70.000 Yen zahlen zu müssen. Wir halten die Bürger zum Narren. Ich dachte, ich würde zumindest 3 Jahre inhaftiert werden. […] Ich bringe das Buch auf jeden Fall trotzdem raus.“

Die zentrale Frage, die Mishima beschäftigte war das bizarre Verhalten von dessen Frau Renée. Mishima wunderte sich, wieso diese ihrem Mann über so viele Jahre an der Seite geblieben ist, nur um sich ihm bei dessen Freilassung abzuschwören:

„Was mich aus Schriftstellersicht am Meisten faszinierte, war, dass die Frau de Sade so keusch und konsequent war, als Marquis im Gefängnis saß und sich paradoxerweise erst frei fühlte, als ihr Ehemann wieder entlassen wurde. Es war ein spannendes Rätsel, dessen richtige Antwort wohl niemand kennt, vermutlich auch Frau de Sade selbst nicht. Ich versuchte deswegen das Mysterium aus mehreren Perspektiven und Moralen zu entschlüsseln.“

### Chronologie der Veröffentlichung
Passagen aus Madame de Sade wurden in der Novemberausgabe 1965 der Literaturzeitschrift Bungei abgedruckt. Eine Veröffentlichung in Buchform erfolgte am 15. November desselben Jahres bei Kawade Shobo. Als Theateraufführung feierte Madame de Sade seine Premiere an 29. November in der Kinokuniya Hall in Tokio zu einem vollen Publikum. Im selben Jahr bekam das Stück den „Grad Arts Theaterpreis“ überreicht.
Das Buch wurde in mehrere Sprachen übersetzt. Die deutsche Edition (Madame de Sade) erschien im Rowohlt Verlag.

## Rezeption
Zum Zeitpunkt seines Erscheinens wurde Madame de Sade als Meisterwerk Mishimas bezeichnet und in Folge weltweit aufgeführt.
Jun Etō sagte dem Stück „ausgezeichneten Stil“ zu. Yamamoto Kenkichi lobte Mishima für die „Klarheit“ und „Unbeschwertheit“ mit der er die verschiedenen politischen und philosophischen Strömungen in die Geschichte einfließen lässt. Den Ansatz „de Sades Buch (Justine) als Auslöser für die Bekehrung in Betracht zu ziehen“ empfand er als „interessanten Einfall.“ Des Weiteren lobte er Dialoge als „authentisch.“
In einer Umfrage von Theaterkritikern wurde Madame de Sade 1994 auf den 1. Platz der besten Nachkriegstheaterstücke gewählt. In einer weiteren von Hisashi Inoue initiierten Umfrage wurde Mishima auf Platz 1 der besten Dramatiker gewählt. Inoue bezeichnete in seiner Vorstellung des Stücks Madame de Sade als Meisterwerk. Es sei ein rares „Juwell“, das „klare Dialoge, eine klare Struktur und eine tiefgründige psychologische Analyse kombiniert.“
Schauspielerin Yatsuko Tanami, die die Hauptfigur in der Erstaufführung spielte, bezeichnete ihre Rolle als Renée als die „denkwürdigste Arbeit“ in ihrem Arbeitsleben.
Madame de Sade konnte außerhalb Japans ähnliche Erfolge einfahren. Bei einer öffentlichen Diskussion im Anschluss an eine Aufführung in Paris 1977 sagte das Publikum: „Ich kann kaum glauben, dass das Werk aus Japan und nicht aus Frankreich ist.“ Toru Haga behauptete, sie habe eine Kellnerin über das Stück schwärmen hören, ohne zu wissen, dass Mishima in Wirklichkeit Japaner ist.
Katsuhiko Ito kommentierte die Aufführung vom Kultregisseur Ingmar Bergman in Schweden als „beeindruckend.“ Yujiro Nakamura bezeichnete Bergmans Version des Stücks als „die beste Adaption von Mishimas Meisterwerk.“

## Wichtigste Adaptionen (Auswahl)

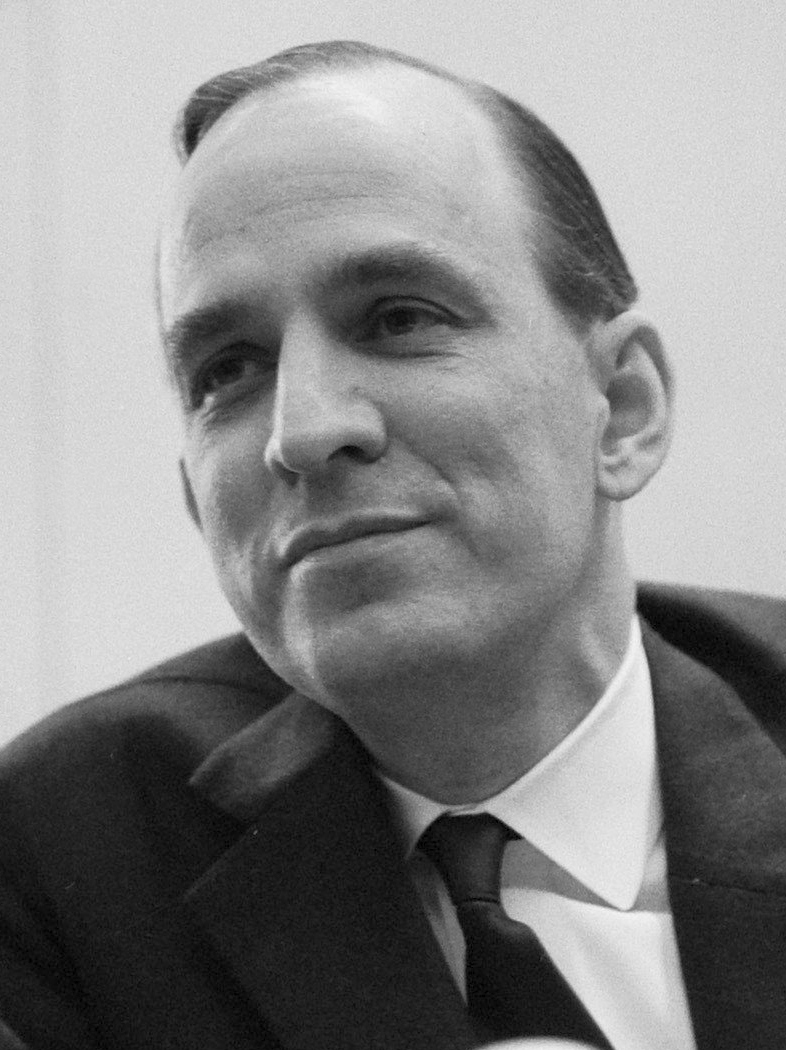
Kultregisseur Ingmar Bergman führte Madame de Sade 1989 in Stockholm und verfilmte das Stück 1992 als TV-Drama.

Seine erste Aufführung hatte Madame de Sade am 14. November 1965 in der Kinokuniya Hall in Tokio. Als Regisseur fungierte Takeo Matsuura, Produzent war das New Literature Theatre.
Der schwedische Kultregisseur Ingmar Bergman veranstaltete eine Aufführung des Stücks 1989 im Königlichen Dramatischen Theater in Stockholm. Hauptdarstellerin waren Stina Ekblad als Renée, Marie Richardson als Anne und Anita Björk als Montreuil. 1992 verfilmte Bergman sein Stück als TV-Spezial.
Im Jahr 1998 veröffentlichte der NDR ein Hörspiel zu Mishimas Madame de Sade. Für die Übersetzung zeichnete sich Yoshi Oida verantwortlich. Regie führte Götz Naleppa.
2008 bis 2010 wurde Madame de Sade in mehreren Metropolen Frankreichs zu kritischem Beifall gespielt.
Im April 2009 führte Michael Grandage das Stück mit Rosamund Pike als Renée und Judi Dench als ihre Mutter durch. Dench verstauchte sich in der Mitte einer Aufführung den Knöchel und musste ab da ihre Rolle mit Gehstock ausführen. Folglich waren die ersten Kritiken der Aufführung positiv und spätere gemischt bis negativ.
Deutschsprachige Aufführungen von Madame de Sade erfolgten unter anderem 1969 im Staatstheater Oldenburg, 1992 im Altstadtheater Spandau, 1996 auf der Schaubühne am Lehniner Platz in Berlin und 2017 im Schauspielhaus Zürich.